# Mistrovství Evropy v judu 1985
Mistrovství Evropy mužů se konalo v Hamaru, Norsko 9.-12. května 1985 a Mistrovství Evropy žen se konalo v Landskroně, Švédsko 16.-17. března 1985.

## Výsledky
Muži
| Kategorie | Zlato                     | Stříbro                         | Bronz                    | Bronz                   |
| --------- | ------------------------- | ------------------------------- | ------------------------ | ----------------------- |
| -60 kg    | Chazret Tleceri (URS)RUS  | Gheorghe Dani (ROU)             | Patrick Roux (FRA)       | Carlos Sotillo (ESP)    |
| -65 kg    | Cornel Șerban (ROU)       | Marc Alexandre (FRA)            | Jörgen Häggqvist (SWE)   | Andreas Paluschek (GDR) |
| -71 kg    | Tamaz Namgalauri (URS)GEO | Bertalan Hajtós (HUN)           | Kerrith Brown (GBR)      | Richard Mélillo (FRA)   |
| -78 kg    | Neil Adams (GBR)          | Waldemar Legień (POL)           | Michel Nowak (FRA)       | Per Kjellin (SWE)       |
| -86 kg    | Vitalij Pesňak (URS)BLR   | Michael Bazynski (FRG)          | Peter Seisenbacher (AUT) | Georgi Petrov (BUL)     |
| -95 kg    | Robert Van de Walle (BEL) | Roger Vachon (FRA)              | Günther Neureuther (FRG) | Andreas Preschel (GDR)  |
| +95 kg    | Grigorij Veričev (URS)RUS | Alexander von der Groeben (FRG) | Dragan Kusmuk (YUG)BIH   | Juha Salonen (FIN)      |

Ženy
| Kategorie | Zlato                          | Stříbro                   | Bronz                       | Bronz                        |
| --------- | ------------------------------ | ------------------------- | --------------------------- | ---------------------------- |
| -48 kg    | Marie-France Colignonová (FRA) | Birgit Friedrichová (FRG) | Anna Chodakowská (POL)      | Ann-Marie Briodyová (GBR)    |
| -52 kg    | Pascale Dogerová (FRA)         | Tipi Kantojärviová (SWE)  | Karen Briggsová (GBR)       | Edith Hrovatová (AUT)        |
| -56 kg    | Béatrice Rodriguezová (FRA)    | Gerda Winklbauerová (AUT) | Maria Gontowiczová (POL)    | Diane Bellová (GBR)          |
| -61 kg    | Bogusława Olechnowiczová (POL) | Gabi Ritschelová (FRG)    | Ann De Brabandereová (BEL)  | Ann Hughesová (GBR)          |
| -66 kg    | Brigitte Deydierová (FRA)      | Roswitha Hartlová (AUT)   | Elisabeth Karlssonová (SWE) | María Carmen Bellónová (ESP) |
| -72 kg    | Ingrid Berghmansová (BEL)      | Barbara Claßenová (FRG)   | Natalina Lupinová (FRA)     | Karin Poschová (AUT)         |
| +72 kg    | Sandra Bradshawová (GBR)       | Anne Vainiová (FIN)       | Marjolein van Unenová (NED) | Maria Teresa Mottaová (ITA)  |